# Tiffany Alvord
Tiffany Lynn Alvord (sinh ngày 11 tháng 12 năm 1992 ở Los Angeles) là một ca sĩ cover và là một nhà sáng tác nhạc. Cô đã đăng tải các bài hát cover và các khúc nguyên bản trên YouTube trong hơn 5 năm với hơn 2,9 triệu lượt theo dõi. Video đầu tiên mà cô đăng tải lên YouTube lúc 15 tuổi đã thu hút rất nhiều lượt xem.

## Tiểu sử
Cô tốt nghiệp trung học vào tháng 6 năm 2010 và được học tại Học viện Kết nối từ năm lớp 8 đến lớp 1. Cô còn là một vận động viên thể dục dụng cụ trong 9 năm và có tới 4 năm đi thi đấu. Cô có năm người anh trai và một người em tên là Travis, Tyler, Thomas, Todd, Trent, và Tevin.

## Hoạt động âm nhạc
Tiffany Alvord bắt đầu viết bài hát đầu tiên kể từ khi 10 tuổi. Cô học piano khi còn học tiểu học, và tự học chơi guitar. Cô thích sáng tác các ca khúc về những chuyện xảy đến với mình, đặc biệt là về ước mơ và những điều mà cô tưởng tượng ra. Album đầu tiên với tựa đề "My dream"  được phát hành vào tháng 12 năm 2011 và album thứ 2 là "My Heart is"  tự sản xuất và phát hành vào 18 tháng 9 năm 2012. Tất cả các ca khúc nằm trong 2 album này đều được cô sáng tác. Cảm hứng của Tiffany Alvord chủ yếu từ Taylor Swift, và các ca sĩ mà cô yêu thích như Maroon 5, One Republic, Shania Twain, Faith Hill, Michael Bublé và Colbie Caillat.

## Buổi diễn
Vào tháng 2 năm 2011, cô khai trương chuyến lưu diễn của Boyce Avenue tại bờ biển phía Tây. Sau đó, cô biểu diễn tại buổi hòa nhạc "TOTALLY TUBE" đầu tiên tại New York vào ngày 22 tháng 5 năm 2011.
Tháng 9 năm 2011, cô đi lưu diễn cùng Alex Goot và Luke Conard tại chuyến lưu diễn Alex Goot 2011 Fall. Tháng 5 năm 2012, Tiffany biểu diễn tại YouTube Stars Concert do YouTube tài trợ ở Singapore cùng với David Choi, Jason Chen, Joseph Vincent, Anna Free, và CLO. Tháng 12 năm 2012, cô biểu diễn trong đêm giao thừa tại New York.

## Danh sách Album
| Thông tin Album |
| --- |
| I've Got It Covered - Ngày phát hành: 23-6- 2011 (U.S.) - Hãng phát hành: Unsigned - Loại Album: Studio Album - Danh sách: - 1. Brighter Than The Sun - 2. The Story Of Us - 3. E.T - 4. Forget You - 5. Mean - 6. Tonight Tonight - 7. Good Life - 8. Pray - 9. Rolling In The Deep - 10. The Edge Of Glory |
| My Dream - Ngày phát hành: 20-12- 2011 (U.S) - Hãng phát hành: Unsigned - Loại Album: Studio Album - Danh sách: - 1. My Sunshine - 2. Little Things - 3. Possibility - 4. Moment in Time - 5. Perfect Chemistry - 6. My Dream - 7. My Notebook - 8. The One That I Adore - 9. Heartbreak - 10. Crazy Good |
| I've Got It Covered Vol. 2 - Ngày phát hành: 29 -6-2012 (U.S.) - Hãng phát hành: Unsigned - Loại Album: Studio Album - Danh sách: - 1. Call Me Maybe - 2. Both of Us - 3. Titanium - 4. Glad You Came - 5. Ours - 6. The One That Got Away (Feat. Chester See) - 7. Boyfriend - 8. Wide Awake - 9. Lights - 10. (Kissed You) Good Night (Feat. Chester See) |
| My Heart Is - Ngày phát hành: 18-10- 2012 (U.S.) - Hãng phát hành: Unsigned - Loại Album: Studio Album - Danh sách: - 1. The Breakdown - 2. My Heart Is - 3. Never Been Better - 4. So Alive - 5. Never Lover Boy - 6. Flirtatious, Irresistible - 7. The Reason Is You - 8. Unforgettable - 9. Baby I Love You |
| I've Got It Covered Vol. 3 - Ngày phát hành: 13-8- 2013 - Hãng phát hành: Unsigned - Loại Album: Studio Album - Danh sách: - 1 Still Into You (acoustic version) - 2 Hurt Me Tomorrow - 3 Young Volcanoes - 4 Here's To Never Growing Up (acoustic version) - 5 I Knew You Were Trouble - 6 Don't You Worry Child (acoustic version) - 7 Just Give Me a Reason (with Trevor Holmes) - 8 We Are Never Ever Getting Back Together - 9 Young and Beautiful - 10 This Kiss - 11 As Long As You Love Me - 12 If I Lose Myself |